# 獻仁陵
獻仁陵（：／ Heonilleung */?）是朝鲜太宗和純祖的陵墓的合稱，前者為獻陵、後者為仁陵，位於韓國首爾特別市瑞草區內谷洞的大母山。獻仁陵是世界文化遺產，並於1970年被指定為大韓民國史蹟第194號，其特色為陵園內有很多不同的石像。
1450年，朝鮮世宗去世時，本來亦與父皇一起葬在献陵，睿宗元年被移葬往骊州城山的英陵。

## 特點
獻陵由雙墩組成，國王被埋在左邊，兩個土丘通過欄杆相連埋在右邊的王后。而仁陵土堆，既包括國王和王后。 由於風水的吉祥原因，純祖原先埋在坡州的長陵，而他的墳墓於1856年搬到了現在的位置。

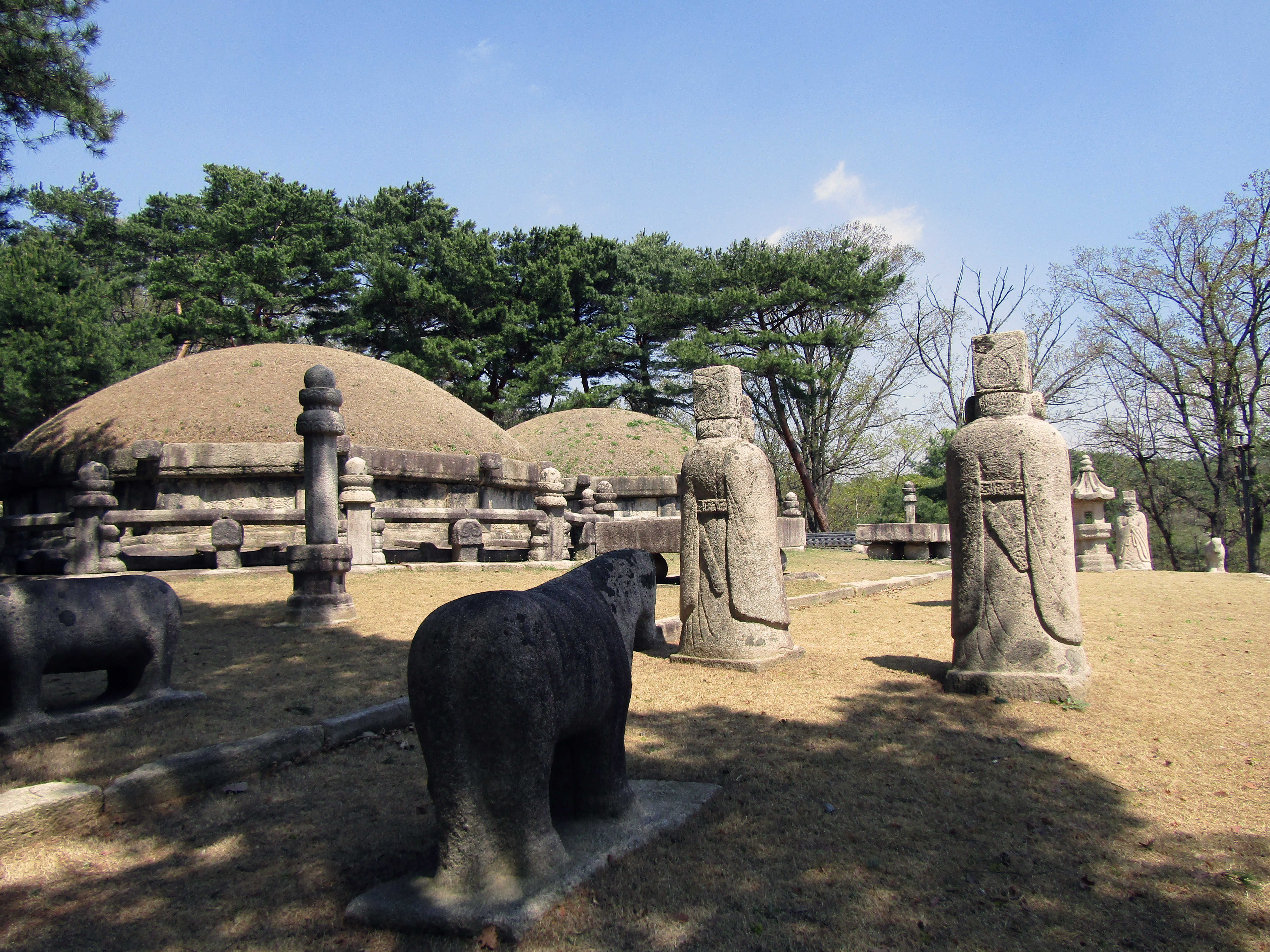
獻陵

| 王陵        | 埋葬者            | 年份 |
| ----------- | ----------------- | ---- |
| 獻陵 (헌릉) | 朝鮮太宗 元敬王后 | 1420 |
| 仁陵 (인릉) | 朝鮮純祖 純元王后 | 1856 |